# Hector Malot
Hector Malot (20/05/1830 - 17/07/1907) là nhà văn nổi tiếng người Pháp, các tiểu thuyết của ông được nhiều thế hệ độc giả trên thế giới yêu quý.
Hector Malot sinh ra ở La Bouille, Seine-Maritime. Anh đã học luật tại Rouen và Paris, nhưng sau này lại đam mê văn học. Anh đã làm nhà phê bình kịch cho Lloyd Francais và nhà phê bình văn học cho L'Opinion Nationale.
nhà phê bình kịch cho tờ Lloyd Francais và nhà phê bình văn học cho tờ
Ông sinh tại La Bouille, miền Tây nước Pháp. Tác phẩm đầu tay "Những người tình" của ông xuất bản năm 1859 đã gây được tiếng vang lớn. Trong sự nghiệp của mình ông đã viết trên 70 tác phẩm. Tác phẩm Trong gia đình (1893) và đặc biệt là Không gia đình (1878) được các bạn nhỏ tuổi yêu thích.
Ông mất tại Fontenay sous Bois.

## Các tác phẩm
- Sans Famille (1878)
- En Famille (1893)